# Поляковка (Жуковский район)
Поляковка — хутор в Жуковском районе Брянской области России. Входит в состав Троснянского сельского поселения. Население — 270 человек (2010).

## География
Расположен в 7 км к юго-востоку от города Жуковка, в 3 км к северу от посёлка Тросна.

## История
Возник в начале XX века (первоначально — хутор Полякова, или Поляково). 

### Во время Великой Отечественной войны
Из протокола допроса жителя поселка Жуковка Жуковского
района Н.П. Шейкина о преступлениях, совершенных
гитлеровцами

В поселке Жуковка дислоцировалась немецкая военная карательная часть, состоящая из 2500 человек, которая располагалась в
больнице в рабочем городке, указанного поселка. Эта часть находилась
в поселке Жуковка с весны 1942 г. до весны 1943 года. В течение всего этого времени она занималась уничтожением ни в чем не повинного советского мирного населения, расстрелом партизан и сжиганием населенных пунктов. ...В июне месяце 1942 года в моем присутствии около моего дома немецкие солдаты вышеуказанной карательной части привели и повесили 5 человек советских граждан, из которых Степанову, имя, отчество не знаю, повесили за то, что она имела связь со своим мужем — партизаном. 4-х советских патриотов из д. Фошня, фамилии которых мне неизвестны, повесили каратели за то, что они собрали и отправили партизанам мясо. Об этом я узнал от населения д. Фошня. В конце 1942 года эта же карательная часть в поселке Жуковка производила
облаву на партизан. В тот момент немцы всех ни в чем не повинных  мужчин задерживали и расстреливали. Я лично сам видел, как немцы
около моего дома на дороге задержали гражданина Степанова... и тут же расстреляли. Всего в этот момент немцами
было расстреляно 47 человек, фамилии которых: Усилин Александр,
Жуженков Ананий и другие. За давностью времени [фамилии остальных] не помню.
Я лично остался в живых, потому что как только немецкие солдаты
подходили к моему дому, я тут же уходил в погреб. ... осенью 1942 г. карательный отряд в ходе борьбы с партизанами, в лесу поймали партизана, фамилии его не знаю, и публично, в присутствии меня около Жуковского обозного завода повесили. При этом
выступил немец и заявил, что всех партизан постигнет такая участь.
Наряду с этим, каратели сожгли партизанские деревни Николаевка,
Фошня, Вышковичи, Александровка и другие. В деревне Вышковичи
было расстреляно 77 мужчин, в д. Глинка было расстреляно 27 человек.
Об этом мне стало известно от граждан, проживающих в этих населенных пунктах.
 (НАРБ. Ф. 1363. Оп. 1. Д. 376. Л. 175–175об. Заверенная копия. Рукопись. Цитируется по книге: Сожженные деревни России, 1941–1944: Документы и материалы / Сост. Н.В. Кириллова, В.Д. Селеменева и др. — М.: Фонд «Историческая память», 2017. — 608 с. С.16-17).

### Административно-территориальная принадлежность
До 1925 входил в состав Фошнянской волости Брянского (с 1921 — Бежицкого) уезда; позднее в Жуковской волости, Жуковском районе (с 1929).
С 1920-х гг. до 1959 года входил в Жуковский сельсовет.

## Население
| 2010 | 2013 |
| ---- | ---- |
| 268  | ↗273 |

### Историческая численность населения
| Годы      | 1926 | 1979 | 1989 | 2002 | 2010 |
| --------- | ---- | ---- | ---- | ---- | ---- |
| Население | 321  | 90   | 131  | 280  | 270  |